# Chrysoprasis abyara
Chrysoprasis abyara là một loài bọ cánh cứng trong họ Cerambycidae.